# Football Manager 2011
Football Manager 2011 (a menudo abreviado como FM11) es un videojuego de simulación de mánager de fútbol. Fue lanzado para Windows y Mac OS X el 5 de noviembre de 2010. También se lanzó para PlayStation Portable el 26 de noviembre de 2010. El 16 de diciembre de 2010 se lanzó una versión para iOS.

## Jugabilidad
FM11 presenta una jugabilidad similar a las ediciones anteriores de la saga Football Manager. El juego consiste en encargarse de un equipo de fútbol profesional, como director del equipo. Los jugadores pueden firmar contratos, administrar las finanzas del club y dar charlas sobre el equipo a los jugadores. FM11 es un simulador de gestión del mundo real, en la que los propietarios de IA y la junta directiva del club juzgan al jugador según varios factores.
El 11 de agosto de 2010, Sports Interactive publicó un vídeo anunciando una serie de funciones nuevas que se incluirían en Football Manager 2011. FM11 presenta roles de agentes mejorados, los cuales actúan de manera diferente según sus personalidades. Las ruedas de prensa dentro del juego se renovaron y se añadieran preguntas más profundas.
FM11 también presentó mejoras en el análisis de partidos, mostrando en profundidad información sobre las diferentes jugadas.

## Recepción
| Agregador  | Puntuación                         |
| ---------- | ---------------------------------- |
| Metacritic | PC: 85/100 PSP: 77/100 iOS: 76/100 |

| Publicación         | Puntuación |
| ------------------- | ---------- |
| Eurogamer           | 90%        |
| GameSpot            | 8,5/10     |
| The Daily Telegraph | 8/10       |

La web de agregador de reseñas de Metacritic le otorga al juego una puntuación de 85/100, con «críticas generalmente favorables» basadas en 23 informes de críticos.
La web alemana 4players.de calificó el juego con un 87 % como «sehr gut».

### Ventas
En febrero de 2011, Sega anunció que FM11 era el tercer juego con mayor recaudación de la compañía durante el año financiero, y las versiones para PC y PSP vendieron combinadas 690 000 unidades. A pesar de esto, Sega calificó las ventas del juego como «lentas», al igual que Vanquish y Sonic Colors de PlatinumGames.